# Capul Doloșman
Capul Doloșman sau Dolojman este o arie protejată de interes național ce corespunde categoriei a I-a IUCN (rezervație naturală strictă de tip avifaunistic, floristic și faunistic), aflată în răsăritul satului Jurilovca, pe teritoriul administrativ al comunei Jurilovca. 
Aria naturală acoperă marginea estică a promontoriului Doloșman, și reprezintă o formațiune geologică (faleză calcaroasă) ce cuprinde ruinele cetății Argamum - Orgame și abruptul stâncos al falezei. Aceasta este situată în județul Tulcea, în sud-vestul Deltei Dunării, la sud de brațul Sfântu Gheorghe. 
În antichitate Herodot îl menționează sub denumirea de Orgamon, fiind în acel timp un cap al Sciției minore pe țărmul apusean al Pontului Euxin. Denumirea Doloșman este otomană, provenind din cuvântul dolaș (obstacol) sau dolașma (loc de trecere). În prezent, el privește apele limanului Razelm format ulterior.

## Geologie
Complexul lagunar Razim-Sinoe, precum și celelalte limane sunt construcții recente, post-glaciare, formate prin acumularea de nisip și de aluviuni dunărene după stabilizarea, aproximativ acum 7000 de ani, a nivelului Mării Negre. Capul Doloșman se compune din strate calcaroase orizontale din Miocenul sarmațian, acoperite cu strate groase de loess cuaternar adus de vânturi în decursul perioadelor glaciare din ultimele două milioane de ani, și puternic erodate în fazele interglaciare mai calde ; sub aceste strate, la picioarele capului, se găsesc gresii, marne și calcare din Jurasicul-superior (barremian). Podișul litoralului situat deasupra capului (cu altitudine de 85-175 m) prezintă o terasă de abraziune maritimă de 55-85 m. Depozitele de loess de pe acest podiș sunt martorele unor perioade mai vechi, interglaciare, din ultimele două milioane de ani, când nivelul mării era mai ridicat decât astăzi. Formele de acumulare marină și lacustră precum perisipirile sunt recente (cel mult 2200 de ani), fiind situate între litoralul antic din care face parte capul Doloșman, și cel actual al mării Negre, anume grindurile care despart limanul Razelm de mare. Aria naturală protejată este străbătută de drumul județean DJ229P (care leagă localitatea Jurilovca de rezervație).

## Descriere
Rezervația naturală cu o suprafață de 125 ha. a fost declarată arie protejată prin Legea Nr.5 din 6 martie 2000, publicată în Monitorul Oficial al României, Nr.152 din 12 aprilie 2000 (privind aprobarea Planului de amenajare a teritoriului național - Secțiunea a III-a - zone protejate) și este inclusă în Parcul Național Delta Dunării (rezervație a biosferei) aflat pe lista patrimoniului mondial al UNESCO.

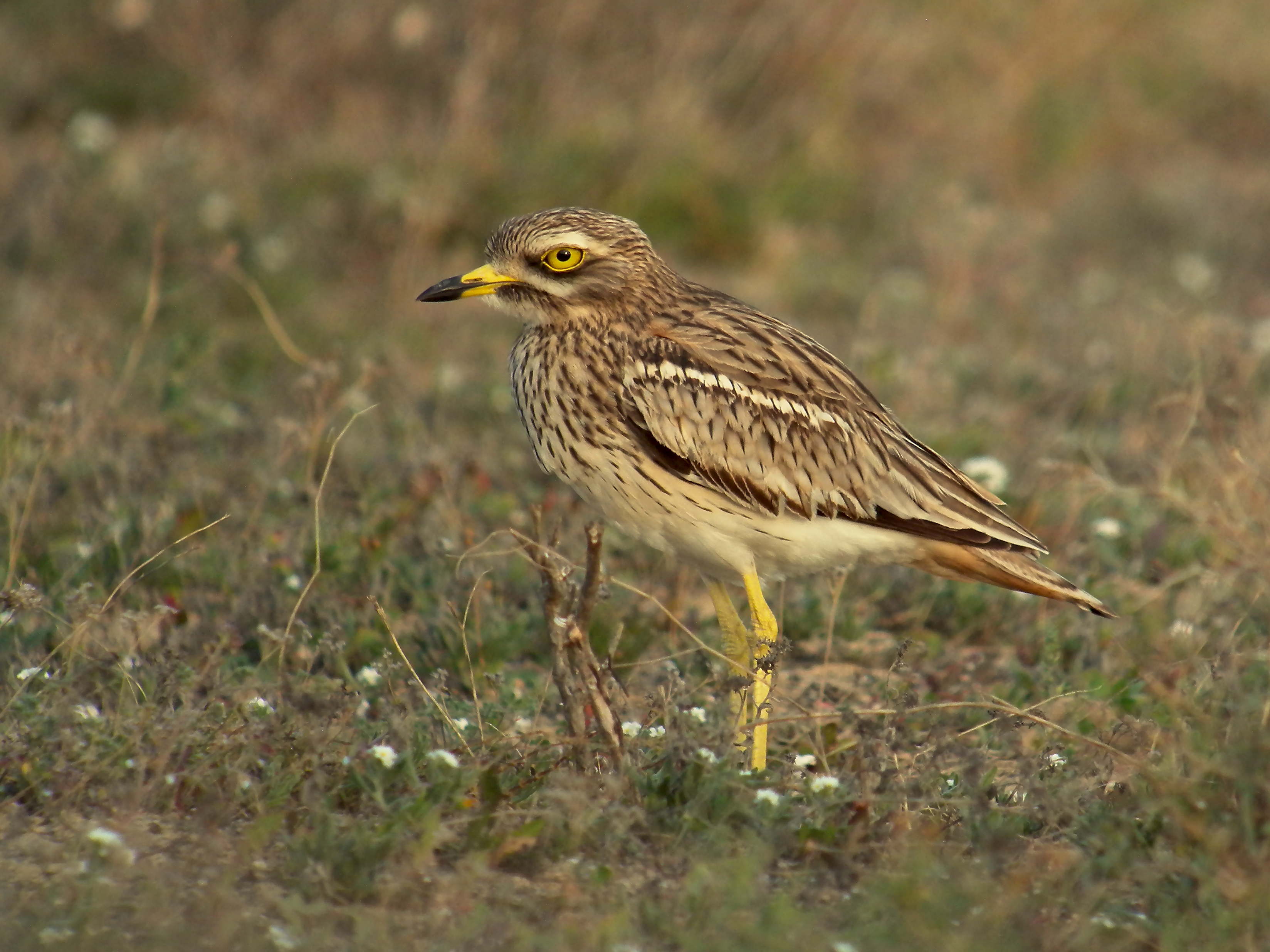
Pasărea ogorului (Burhinus oedicnemus)

Aria naturală reprezintă zona de est a promotoriului (fâșie înaltă de pământ care înaintează în mare) Doloșman, constituită din stâncării calcaroase, pe a cărei suprafață teritorială se află situl arheologic „Cetatea Orgame - Argamum”. 
Rezervația adăpostește și asigură condiții de hrană și cuibărire pentru păsări migratoare, de pasaj sau sedentare, cu specii de: pietrar negru (Oenanthe pleschanka), drepneauă neagră (Apus apus), pasărea ogorului (Burhinus oedicnemus), lăstun de stâncă (Hirundo rupestris) sau ciocârlie de Bărăgan (Melanocorypha calandra). 
În arealul rezervației este semnalată prezența unui mamifer : dihorul pătat (Vormela peregusna), precum și a mai multor specii de reptile (țestoase, șopârle, șerpi) și de broaște.
Vegetația este constituită din elemente floristice cu specii de plante (meridional-continentale și xero-mezofile) rare, printre care: centaurea (Centaurea jankae - aflată pe Lista roșie a IUCN și Centaurea tenuiflora), sânziană (Galium humifusum), garofiță (Dianthus pseudarmeria), coșaci (Astragalus vesicarius), valentiță (Tanacetum millefolium) sau măselariță (Hyoscyamus niger)

## Atracții turistice
În vecinătatea rezervației naturale se află mai multe obiective de interes turistic (lăcașuri de cult, monumente istorice, situri arheologice, arii protejate, zone naturale), astfel:
- Biserica din satul Jurilovca
- Așezarea greco-indigenă din satul Sălcioara (sit arheologic)
- Cetatea Argamum - Orgame
- Situl arheologic de la Vișina
- Marea Neagră